# Lambert Saravane
Lambert Saravane, né le 17 septembre 1907 à Rettiarpaleom (ou Rettiarpaléon) (commune d'Oulgaret, établissement de Pondichéry, établissement français de l'Inde) et décédé le 18 février 1979 à Paris, a été député français du 2 juin 1946 au 4 juillet 1951.